# Maranta
Maranta là một chi thực vật có hoa trong họ Marantaceae.

## Hình ảnh

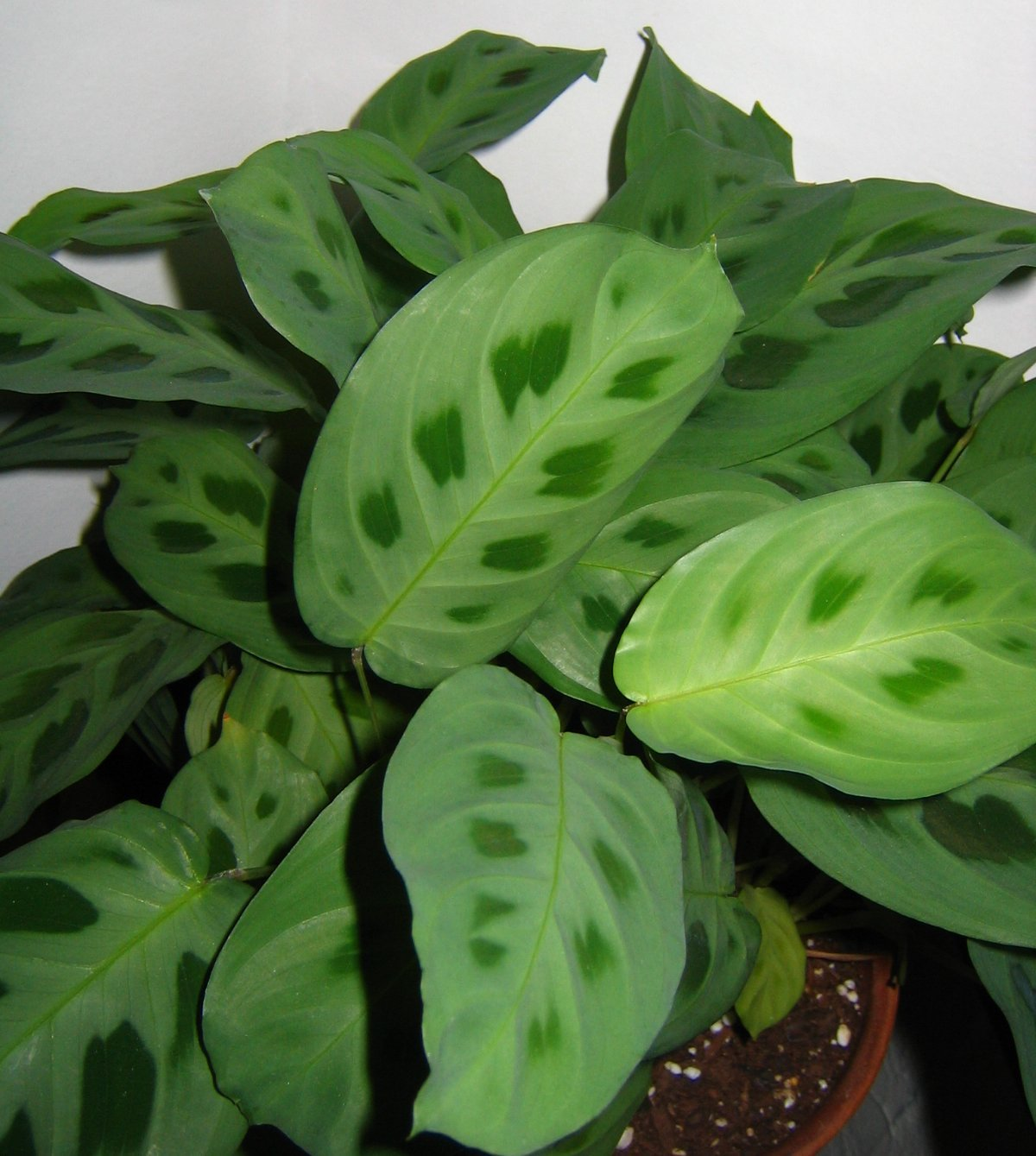
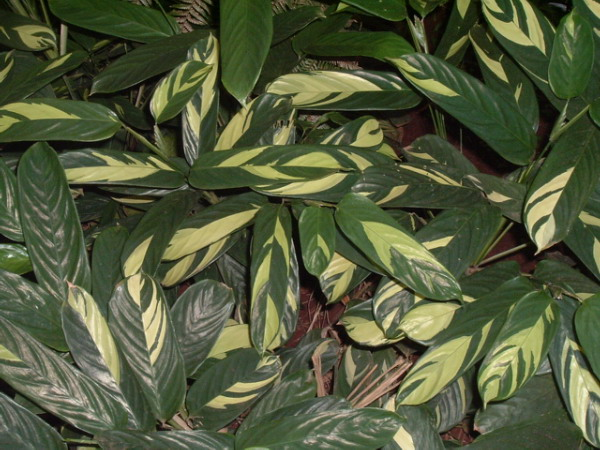
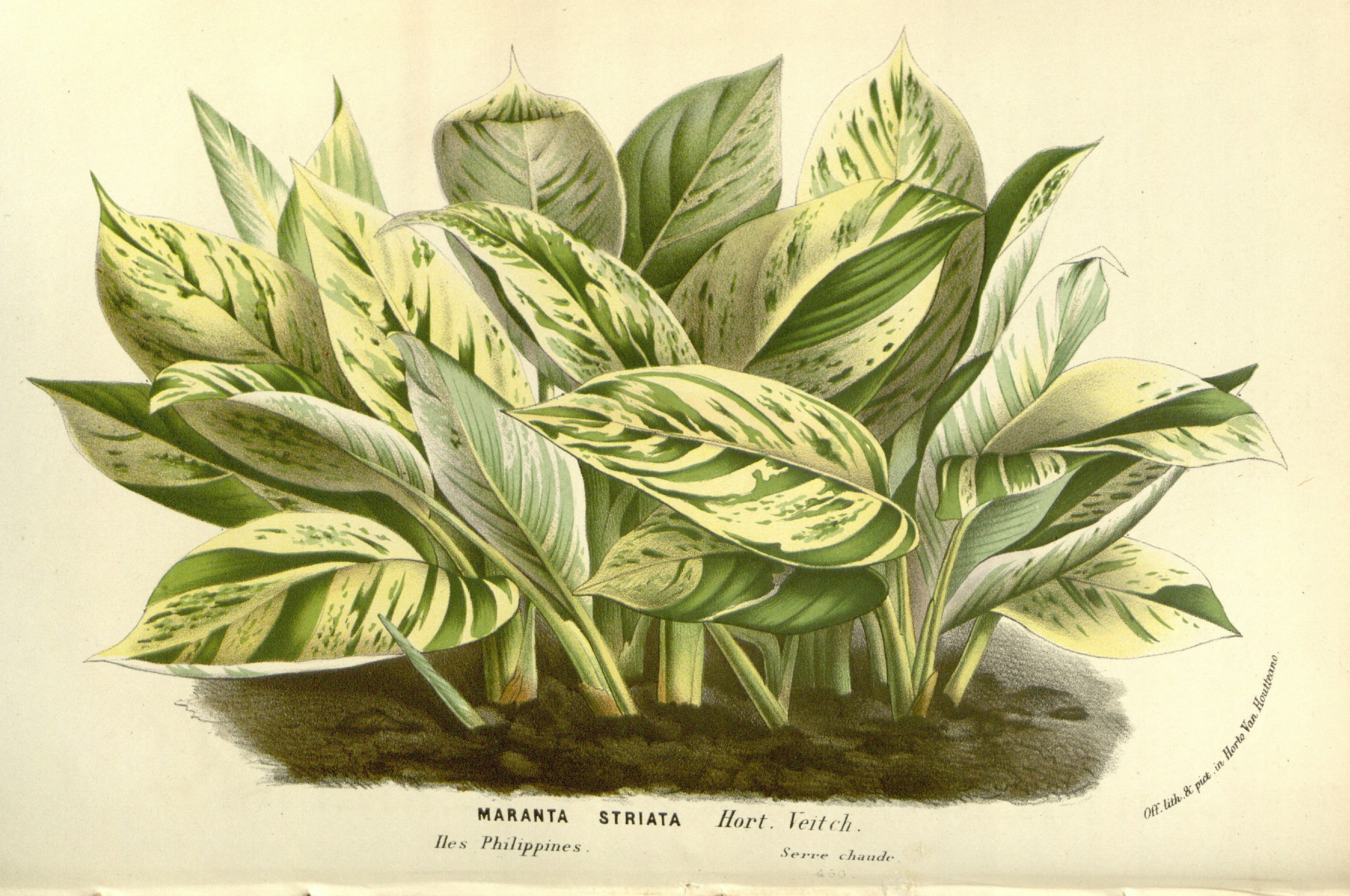
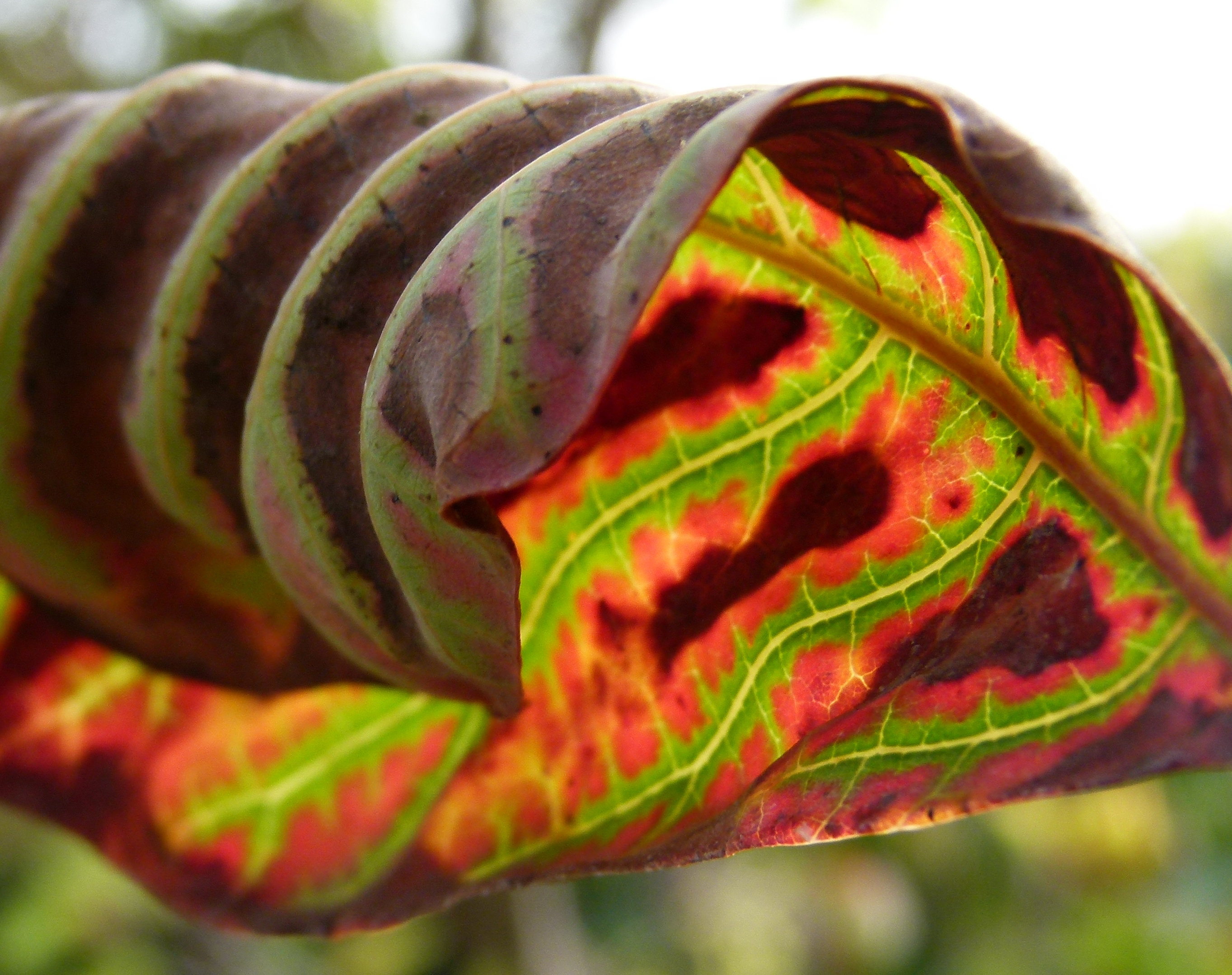

## Danh sách loài
- Maranta amazonica
- Maranta amplifolia
- Maranta anderssoniana
- Maranta arundinacea
- Maranta bracteosa
- Maranta burchellii
- Maranta cordata
- Maranta coriacea
- Maranta cristata
- Maranta cyclophylla
- Maranta depressa
- Maranta foliosa
- Maranta friedrichsthallana
- Maranta furcata
- Maranta gibba
- Maranta hatschbachiana
- Maranta humilis
- Maranta incrassata
- Maranta leuconeura
- Maranta lietzei
- Maranta lindmanii
- Maranta linearis
- Maranta longiflora
- Maranta longipes
- Maranta longiscapa
- Maranta noctiflora
- Maranta parvifolia
- Maranta phrynioides
- Maranta pleiostachys
- Maranta pluriflora
- Maranta pohliana
- Maranta protracta
- Maranta pulchra
- Maranta purpurea
- Maranta pycnostachys
- Maranta ruiziana
- Maranta rupicola
- Maranta sobolifera
- Maranta subterranea
- Maranta tuberculata
- Maranta zingiberina